# Hôtel de Montbrun
L'hôtel de Montbrun, également connu comme Maison du Grand Henry puis hôtel de Feydeau de Marville, est un hôtel particulier situé sur la place des Vosges à Paris, en France.

## Situation

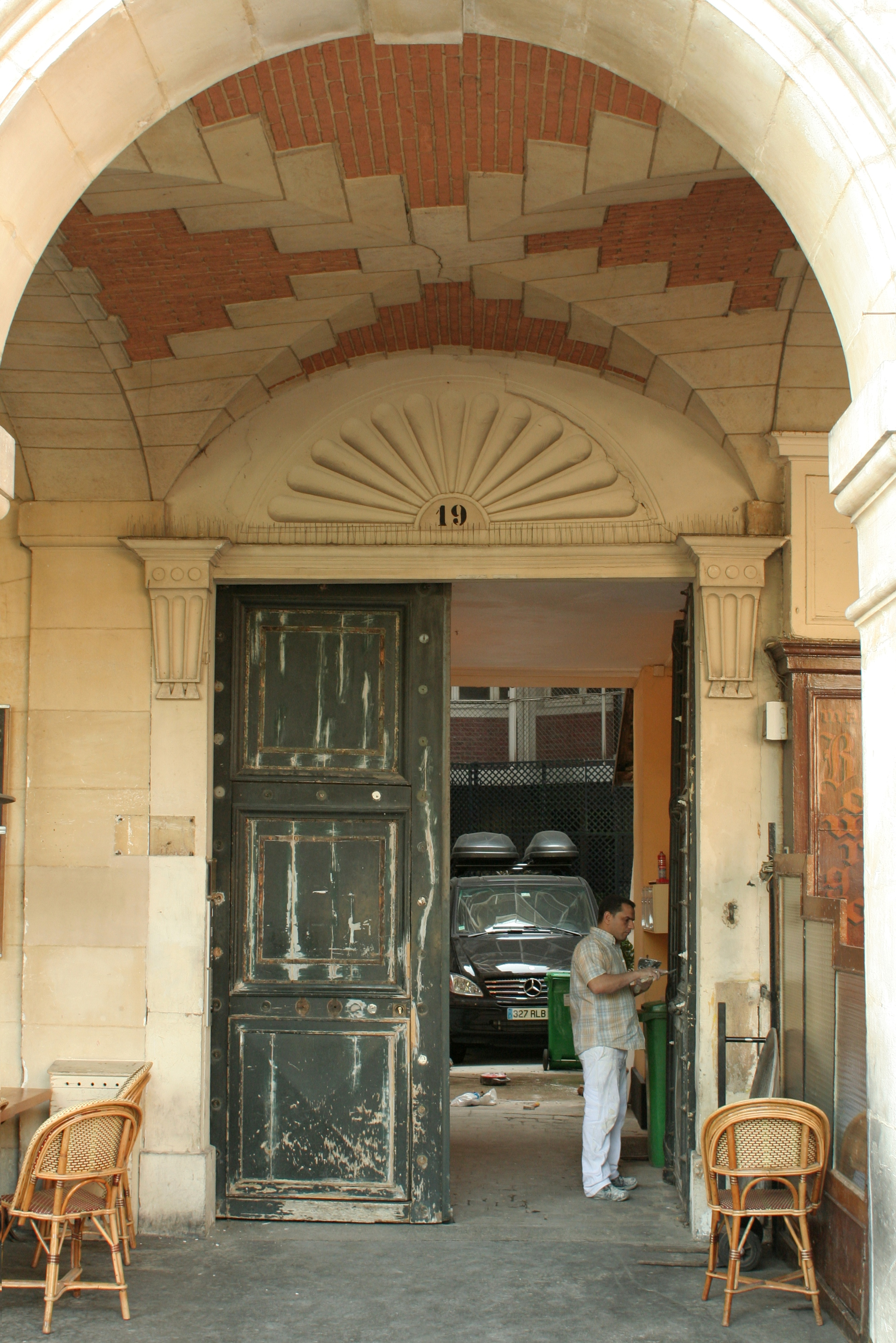
Porte cochère de l'hôtel Marchand.

L'hôtel de Montbrun est situé dans le 4e arrondissement de Paris, au 19 place des Vosges. Il se trouve sur le côté ouest de la place, au nord de l'hôtel de Chabannes ; sa façade septentrionale est bordée par la rue des Francs-Bourgeois.

## Historique
L'hôtel est construit de 1605 à 1612 pour le capitaine Marchand (ou Marchant). Il est communément appelé Maison du Grand Henry à cause du buste du roi Henri IV qui orne une niche de sa façade latérale sur la rue Neuve Sainte-Catherine (actuelle rue des Francs-Bourgeois).
Acquis par le marquis de Montbrun en 1654, il appartient aux Feydeau de Marville dans la première moitié du XVIIIe siècle.

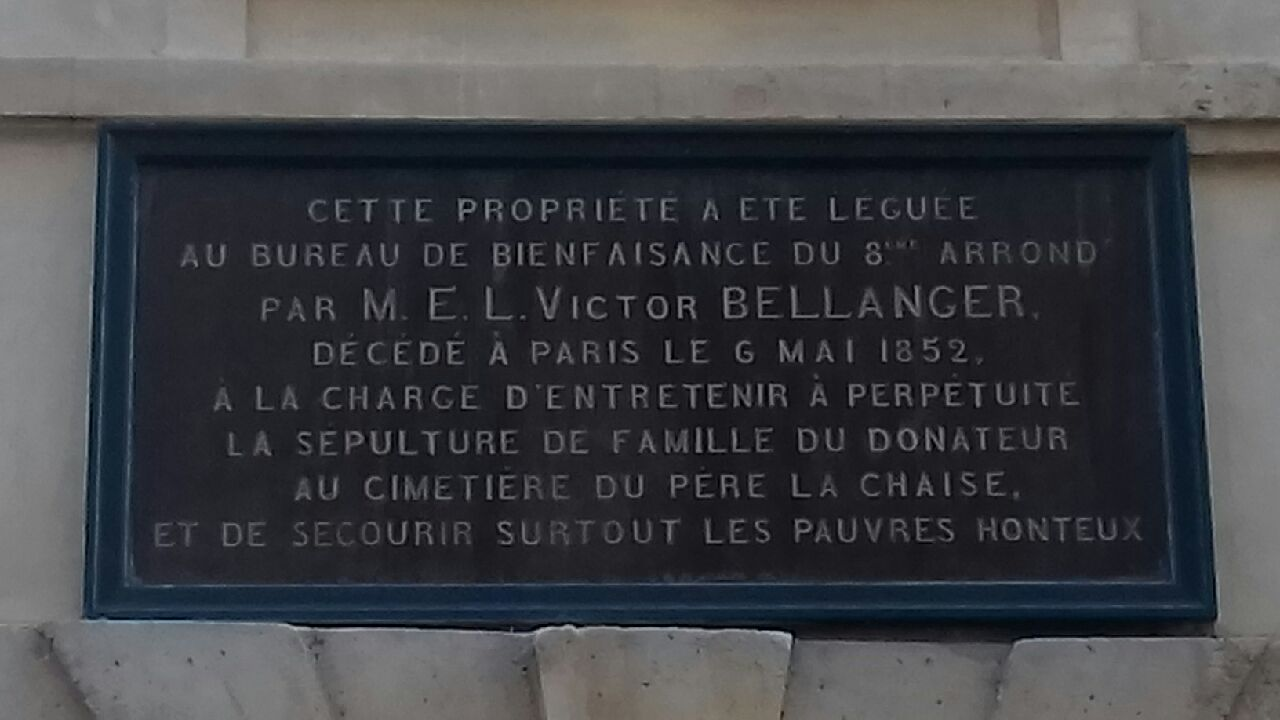
Plaque commémorant la donation de l'immeuble à la Ville de Paris. Façade donnant rue des Francs-Bourgeois. Mars 2021.

En 1852, le rentier Étienne Louis Victor Bellanger, qui y est né en 1806, le lègue à la mairie du 8e arrondissement ancien. Celle-ci en fait don à l'Assistance publique des hôpitaux de Paris et, conformément au souhait du donateur, la charge d'entretenir sa sépulture sise au cimetière du Père-Lachaise. Une plaque apposée sur la façade donnant rue des Francs-Bourgeois rappelle ce geste philanthropique.
Depuis octobre 2019 et après deux ans de travaux, le bâtiment abrite un hôtel de tourisme du groupe Evok, disposant de six chambres et six suites.
L'édifice est classé au titre des monuments historiques en 1954.